# Montebello Hockey e Pattinaggio 2022-2023
Questa voce raccoglie le informazioni riguardanti il Montebello Hockey e Pattinaggio nelle competizioni ufficiali della stagione 2022-2023.

## Maglie e sponsor
| 1ª divisa | 2ª divisa |

## Organico

### Giocatori
| N° | Naz.                  | Ruolo | Sportivo               |  |  |  |
| -- | --------------------- | ----- | ---------------------- |  |  |  |
| 7  | Portogallo (bandiera) | E     | Bernardo Marques       |  |  |  |
| 8  | Italia (bandiera)     | E     | Cosimo Mattugini       |  |  |  |
| 12 | Italia (bandiera)     | E     | Alex Zordan            |  |  |  |
| 14 | Italia (bandiera)     | E     | Elia Canesso           |  |  |  |
| 19 | Italia (bandiera)     | E     | Giovanni Clodelli      |  |  |  |
| 24 | Portogallo (bandiera) | P     | Leonardo Pais          |  |  |  |
| 27 | Italia (bandiera)     | P     | Michael Nardi          |  |  |  |
| 59 | Spagna (bandiera)     | E     | Alex Borregan          |  |  |  |
| 66 | Italia (bandiera)     | E     | Pierluigi Amendolagine |  |  |  |
| 76 | Italia (bandiera)     | E     | Mattia Ghirardello     |  |  |  |

### Staff tecnico
- Allenatore:  Luca Chiarello
- Allenatore in seconda:
- Preparatore atletico:  Juan Fariza
- Meccanico:

## Mercato
| Acquisti | Acquisti               | Acquisti    | Acquisti |
| R.       | Nome                   | da          |          |
| -------- | ---------------------- | ----------- | -------- |
| E        | Pierluigi Amendolagine | Matera      |          |
| E        | Alex Borregan          | Manlleu     |          |
| E        | Elia Canesso           | Trissino 05 |          |
| E        | Giovanni Clodelli      | Valdagno    |          |
| E        | Bernardo Marques       | Porto       |          |
| E        | Cosimo Mattugini       | Vercelli    |          |
| P        | Leonardo Pais          | Porto       |          |

| Cessioni | Cessioni                   | Cessioni         | Cessioni |
| R.       | Nome                       | a                |          |
| -------- | -------------------------- | ---------------- | -------- |
| E        | Andrea Brendolin           | Sandrigo         |          |
| E        | Juan Fariza                | Termine carriera |          |
| E        | Diego Nicoletti            | Termine carriera |          |
| E        | Antonio Miguelez Melendrez | Sandrigo         |          |
| P        | Davide Pertigato           | Termine carriera |          |
| E        | Nuno Paiva                 | ?                |          |